# Série E141 a E144 da CP
A Série E141 a E144, igualmente classificada como Série E140, foi um tipo de locomotiva-tanque a tracção a vapor, que foi utilizada pela Companhia dos Caminhos de Ferro do Norte de Portugal, e, posteriormente, pela Companhia dos Caminhos de Ferro Portugueses.

## História
Foram construídas pela casa Henschel & Sohn em 1931, tendo chegado a Portugal no mesmo ano, e entrado ao serviço da Companhia dos Caminhos de Ferro do Norte de Portugal; foram as últimas locomotivas a vapor de via estreita adquiridas em Portugal, e as únicas encomendadas por esta Companhia para trabalhar nas suas linhas.

## Caracterização
Foram introduzidas na Linha do Porto à Póvoa e Famalicão, tendo melhorado consideravelmente os serviços, uma vez que permitiam comboios mais rápidos e marchas mais regulares e confortáveis. A locomotiva nº 144 foi preservada no Museu Ferroviário de Lousado.

## Ficha técnica
- Número de unidades: 4 (141-144)[2]
- Tipo de bitola: Métrica[2]
- Tipo de locomotiva: Tanque[2]
- Introdução ao serviço: 1931[1][2]
- Fabricante: Henschel & Sohn[1][2]
- Timbre da caldeira: 12 kg/cm²[1]
- Esforço de tracção: 6480 kg[1]
- Tipo de distribuição: Walschaerts / Cilíndrica[1]
- Aprovisionamentos:
  - Água: 6500 ℓ[1]
  - Carvão: 1800 kg[1]